# Sharika Nelvis
Sharika Renea Nelvis (ur. 10 maja 1990 w Memphis) – amerykańska lekkoatletka specjalizująca się w biegach płotkarskich.
W 2015 zajęła 8. miejsce w finale biegu na 100 metrów przez płotki podczas mistrzostw świata w Pekinie.
Medalistka mistrzostw Stanów Zjednoczonych. Stawała na podium mistrzostw NCAA.
Rekordy życiowe: bieg na 100 metrów przez płotki: 12,34 (26 czerwca 2015, Eugene), dziesiąty wynik w historii światowej lekkoatletyki; biegu na 60 metrów przez płotki: 7,70 (18 lutego 2018, Albuquerque) – były halowy rekord Ameryki Północnej, rekord Stanów Zjednoczonych, 6. wynik w historii światowej lekkoatletyki.

## Osiągnięcia
| Rok  | Impreza                   | Miejsce    | Konkurencja                     | Lokata     | Wynik |
| ---- | ------------------------- | ---------- | ------------------------------- | ---------- | ----- |
| 2015 | Mistrzostwa świata        | Pekin      | bieg na 100 metrów przez płotki | 8. miejsce | 13,06 |
| 2018 | Halowe mistrzostwa świata | Birmingham | bieg na 60 metrów przez płotki  | 4. miejsce | 7,86  |